# Adolf Siegmund

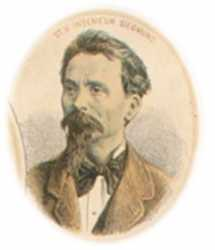
Ing. Adolf Siegmund

Adolf Siegmund (* 27. November 1831 Teplitz; † 8. September 1916 ebenda) war ein deutsch-böhmischer Ingenieur, Architekt und Bauunternehmer. Als Politiker übernahm er von 1878 bis 1907 Funktionen in verschiedenen Gremien, so war er Mitglied des Böhmischen Landtags und des Reichsrats sowie Bürgermeister von Teplitz.

## Leben und Wirken
Er entstammte einer alteingesessenen Familie aus Teplitz, die seit dem frühen 18. Jahrhundert in der Stadt lebte. Er absolvierte ein Ingenieurstudium am Polytechnikum in Prag und am Polytechnischen Institut in Wien. Danach war er als Eisenbahn- und Bergbauingenieur bei der Landesbaudirektion in Ofen (jetzt Budapest), beim Wiener Stadtbauamt und bei der Österreichisch-ungarischen Staatseisenbahngesellschaft tätig, die ihn zu einer Studienreise in den Orient sandte. Er war am Bau der Eisenbahnstrecke Prag-Bodenbach der Nördlichen Staatsbahn und eines neuen Streckenabschnitts bei Temeswar beteiligt.
Ab 1862 arbeitete er als selbständiger Bauingenieur in Teplitz. Sein Bruder war der Teplitzer Bauunternehmer Heinrich Otto Siegmund (1842–1901), der u. a. am Bau der Kirche der Unbefleckten Empfängnis Mariä (Dubí) in Eichwald beteiligt war.
Ein Bergwerksunglück hatte 1879 in der Braunkohlengrube „Schacht Döllinger“ bei Dux durch eindringendes Wasser von den Teplitzer Thermalquellen in den Schacht schwere Schäden hervorgerufen. Adolf Siegmund erwarb sich bei der Teplitzer Kur- und Stadtverwaltung großes Ansehen, als es seinem Unternehmen 1879/80 gelang, die Grube Döllinger nach dem Unglück wieder zu stabilisieren und damit den Bestand der Teplitzer Heilquellen und die weitere Braunkohlenförderung abzusichern.

### Teplitzer Baugesellschaft
Adolf Siegmund gründete 1872 zusammen mit seinem Bruder Heinrich Siegmund, dem Architekten Josef Staněk (* 1828 in Svratka; † 1896 Trnovany) und weiteren Teplitzer Bürgern die Teplitzer Baugesellschaft, die in der Stadt eine Reihe von Bauten errichtete, darunter zahlreiche Villen in der Giselastraße (jetzt Vrchlického), das Realgymnasium (1875), das neue Rathaus (1885), das Klassische Gymnasium und ein Schulgebäude in der Allee-Straße (jetzt Alejní).
Die Teplitzer Baugesellschaft war ein Unternehmen der Gründerzeit, das vom wirtschaftlichen Aufschwung der frühen 1870er Jahre profitierte. Als Direktor fungierten Adolf Siegmund und später Josef Staněk. Heinrich Siegmund arbeitete als Bauleiter. Die Gesellschaft war ein vielseitiges Unternehmen, das eigene Bauten entwerfen, planen und bauen konnte, aber auch Baumaterial lieferte. Die Wirtschaftskrise nach dem Zusammenbruch der Wiener Börse hat die Firma jedoch stark getroffen, sodass sie im Jahr 1878 in Liquidation ging. Sie wurde aber in kleinerem Umfang von Siegmund und Staněk bis 1899 weitergeführt.

### Politische Tätigkeit
Schon ab den 1860er Jahren war Adolf Siegmund Mitglied im Stadtrat von Teplitz sowie Obmann mehrerer gemeinnütziger Vereine. Dank seines Engagements für den Teplitzer Kurbetrieb wurde ihm 1882 die Ehrenbürgerschaft der Stadt Teplitz verliehen. Er wurde dann Bezirksbürgermeister und schließlich von 1896 bis 1899 Bürgermeister der Stadt. Sein kommunalpolitisches Programm basierte auf der Harmonisierung von Fremdenverkehr, Kurbetrieb, Gewerbe und Industrie. Als Juror nahm er an Architekturwettbewerben für das Stadttheater in Aussig und das Kunstgewerbemuseum in Reichenberg teil.
Nach 1875 begann er sich in der Landespolitik zu engagieren. Im Jahr 1878 wurde er als unabhängiger Kandidat für die Kurie der Städte (Wahlkreis Teplitz-Aussig) in den Böhmischen Landtag gewählt, legte aber 1880 sein Mandat nieder. Bei den Wahlen von 1883 siegte er in seinem Wahlkreis erneut, ebenso bei den Wahlen im Jahr 1889 und 1895, nun als Kandidat der Deutschen Verfassungspartei bzw. der Deutschliberalen Partei. Im Parlament übernahm er auch Führungspositionen in den Fraktionen und Parlamentarischen Kommissionen. Nach dem Tod von Ludwig Schlesinger im Jahr 1899 übernahm Siegmund vorübergehend das Amt des Vorsitzenden der liberalen Abgeordnetengruppe.
Auch bei den Wahlen zum Reichsrat im Jahr 1885 und 1891 wurde er für die Kurie der Städte (Wahlkreis Aussig, Karbitz und Umgebung) gewählt. Im Wiener Parlament gehörte er zunächst dem Deutschen Klub an, später der Vereinigten Deutschen Linke und seit 1896 der Deutschen Fortschrittspartei. Er blieb bis zum Ende der Legislaturperiode im Jahr 1897 im Reichsrat.
Bei seinem politischen Auftreten zeigte er eine eher gemäßigte politische Einstellung, auch wenn er sich 1897 an Protesten während der Badeni-Krise beteiligte. Nach den nationalistischen Unruhen von deutschen radikalen Jugendlichen in Teplitz trat er 1899 als Bürgermeister zurück. Er blieb jedoch noch mehrere Jahre im Stadtrat.
Bei den Wahlen von 1901 kehrte er in den Reichsrat zurück, jetzt als Mitglied der Handelskammer in Reichenberg für die Kurie der Handels- und Gewerbekammern. Erst im Jahr 1907 zog er sich endgültig aus der Politik zurück.

## Bauten in Teplitz-Teplice
- Jubiläumsbrunnen (1862, jetzt Kolostuj-Brunnen)[5]
- zahlreiche Villen in der Giselastraße (jetzt Vrchlického)
- Kaiserbad (1870–1872, Neorenaissance-Umbau)[6]
- Realgymnasium, jetzt Stadtbibliothek (1875)[7]
- Neues Rathaus (1885)
- Klassisches Gymnasium (1890–1894, jetzt Wirtschaftsakademie)
- Schulgebäude in der Allee-Straße (jetzt Alejní)

Es ist heute nicht mehr feststellbar, welcher Anteil Adolf Siegmund bzw. Josef Staněk an den Entwürfen der einzelnen Bauten zukommt.

## Galerie von Bauten

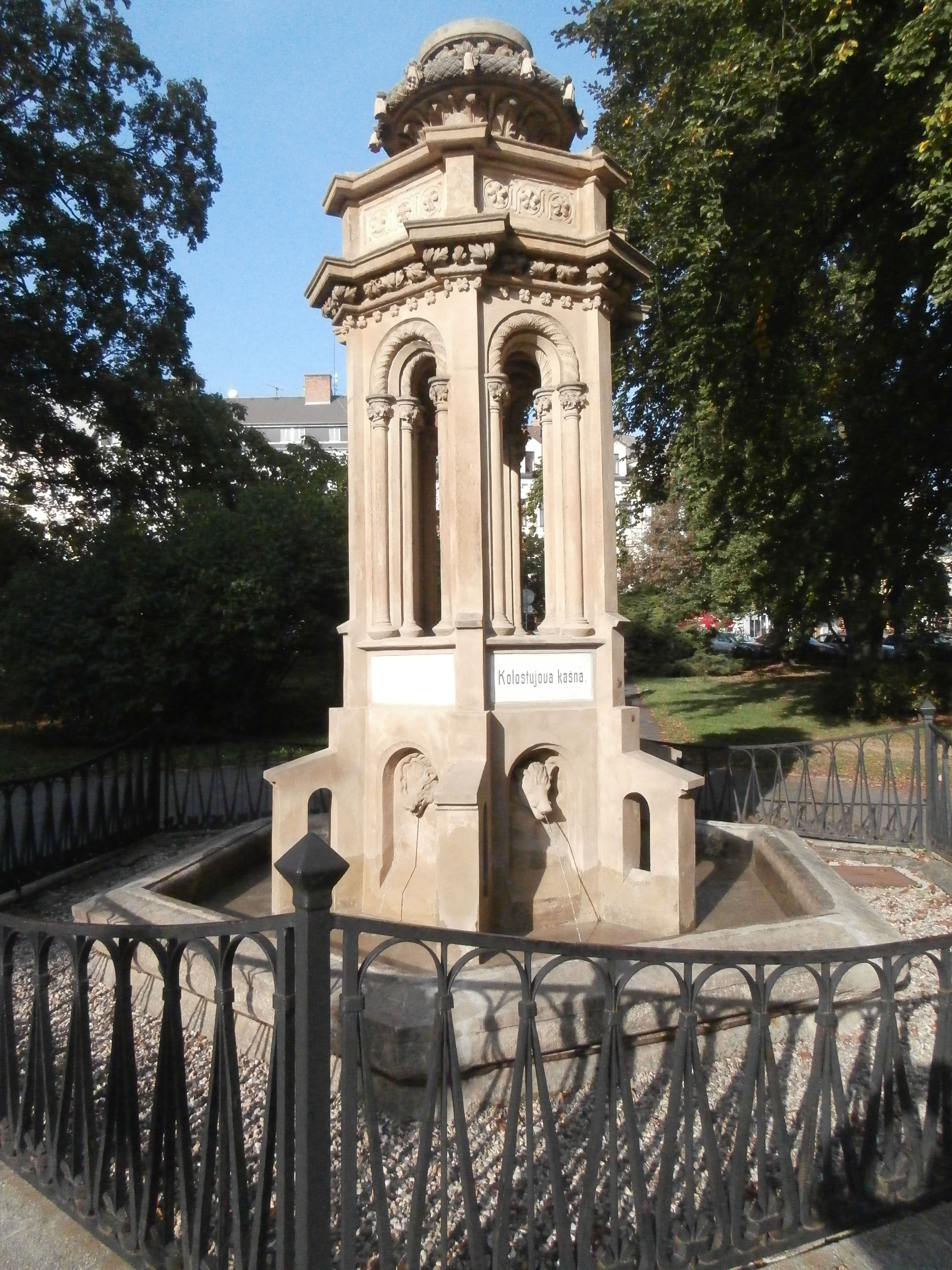
Jubiläums- oder Kolostujbrunnen
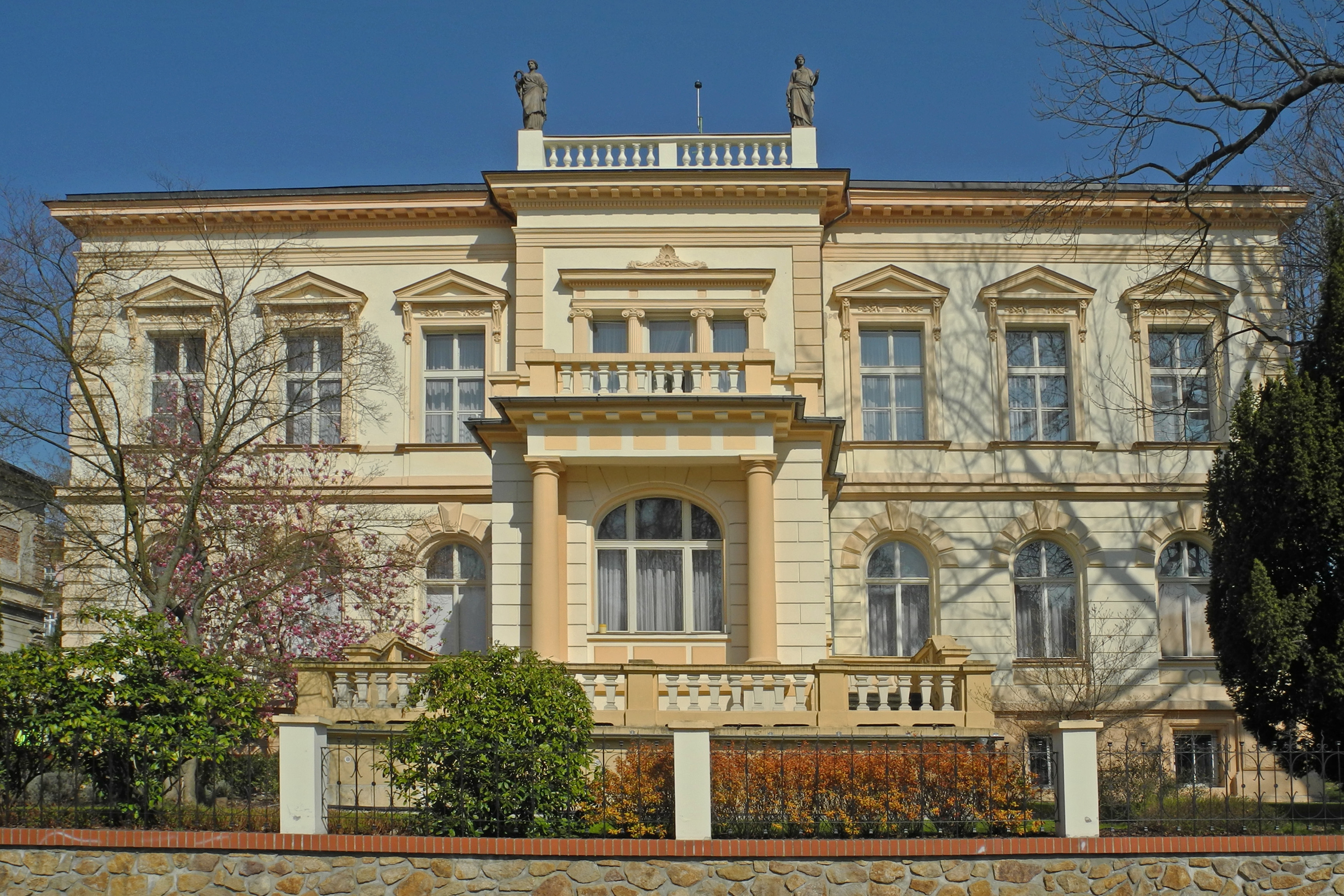
Ehem. Realgymnasium, jetzt Bibliothek
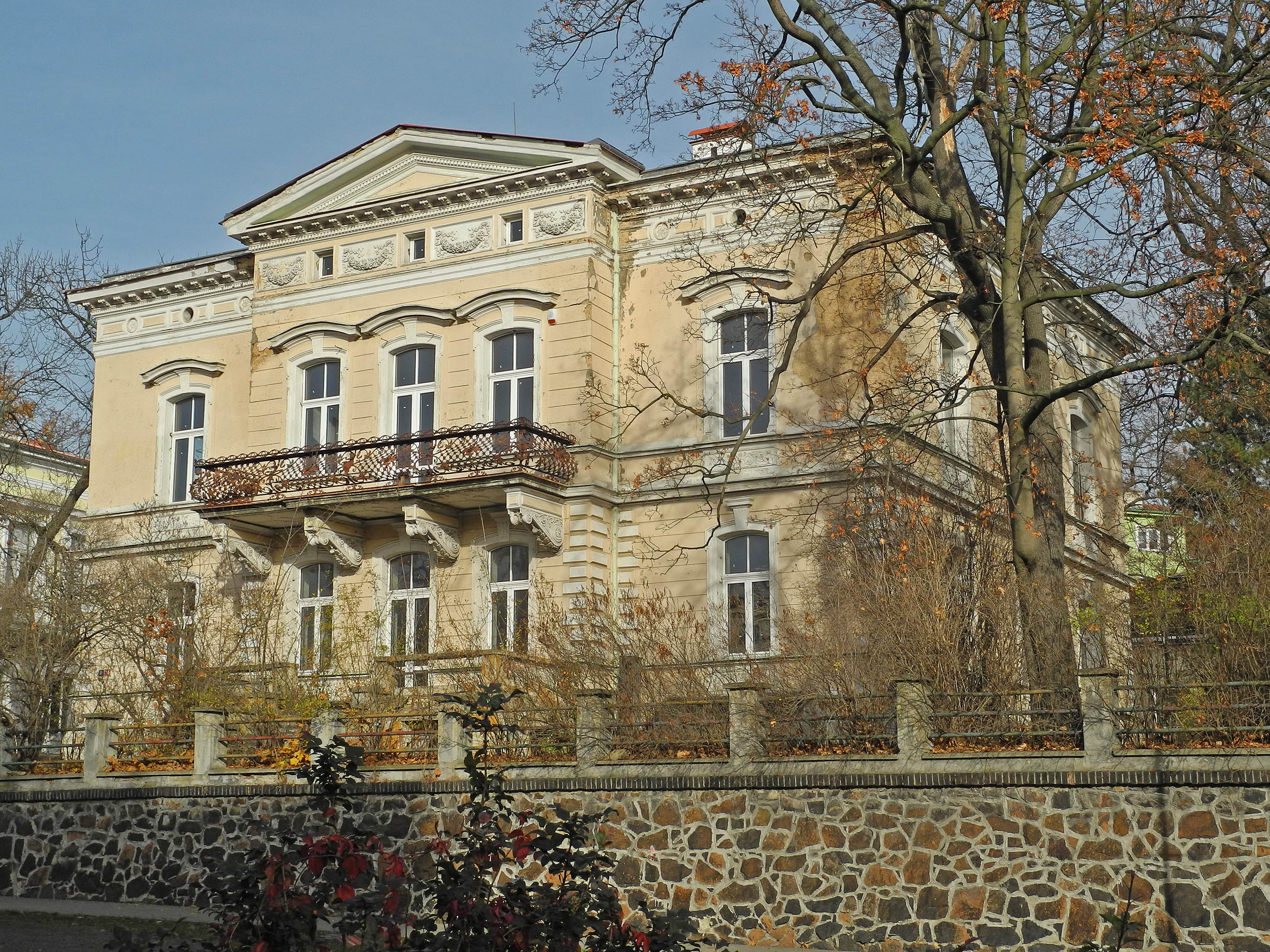
Villa der Teplitzer Baugesellschaft
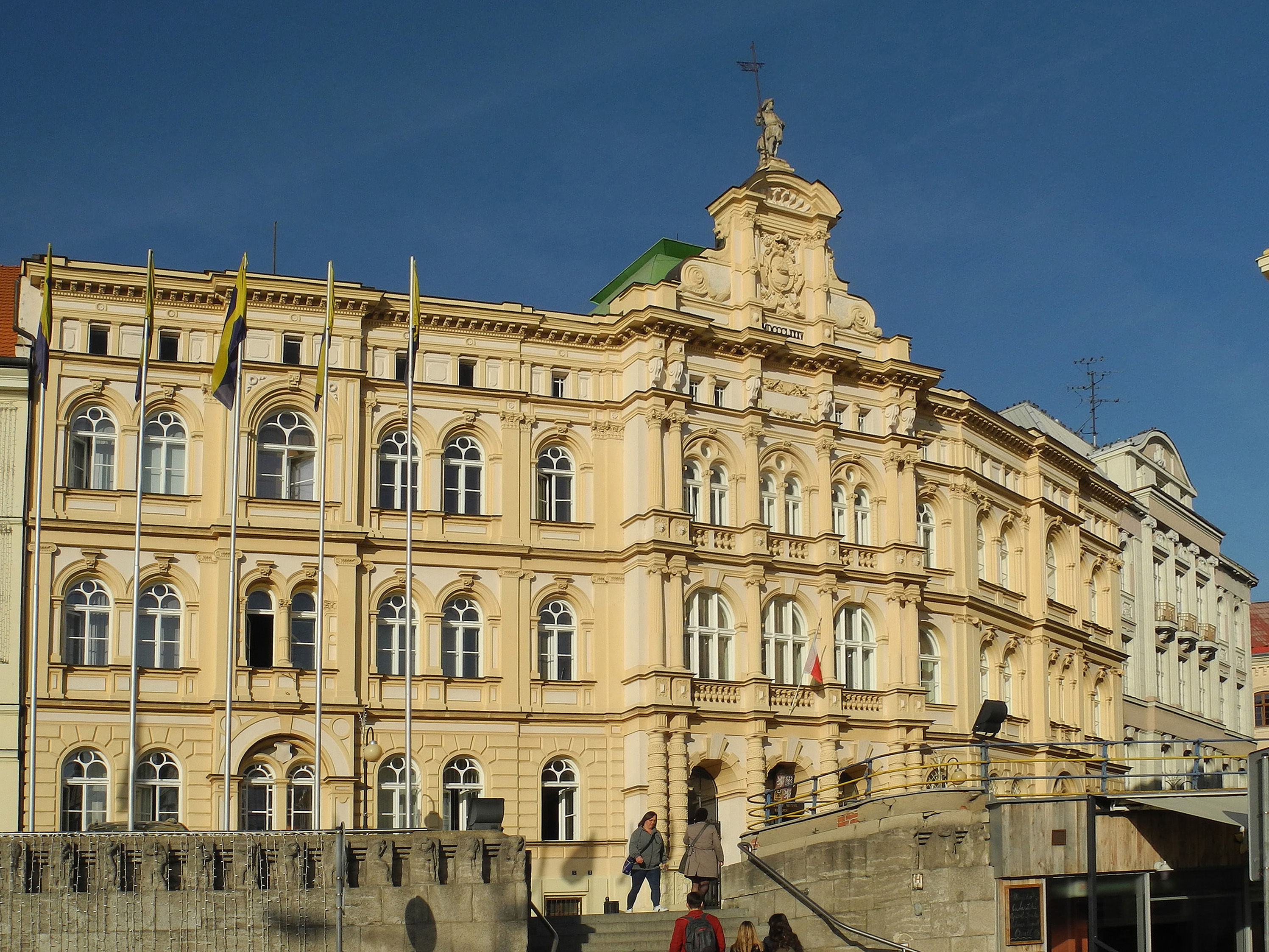
Neues Rathaus am Marktplatz
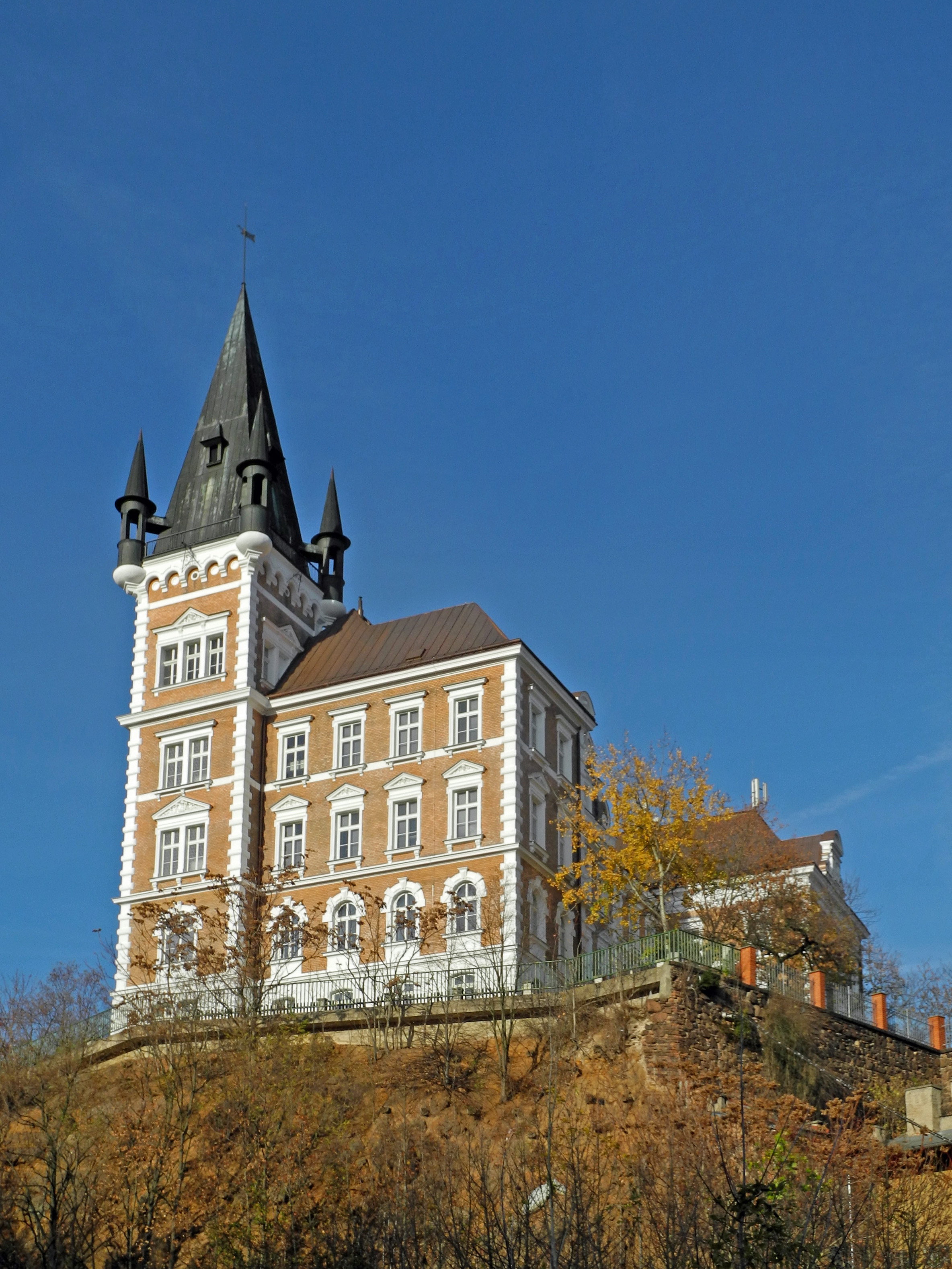
Ehem. Klassisches Gymnasium
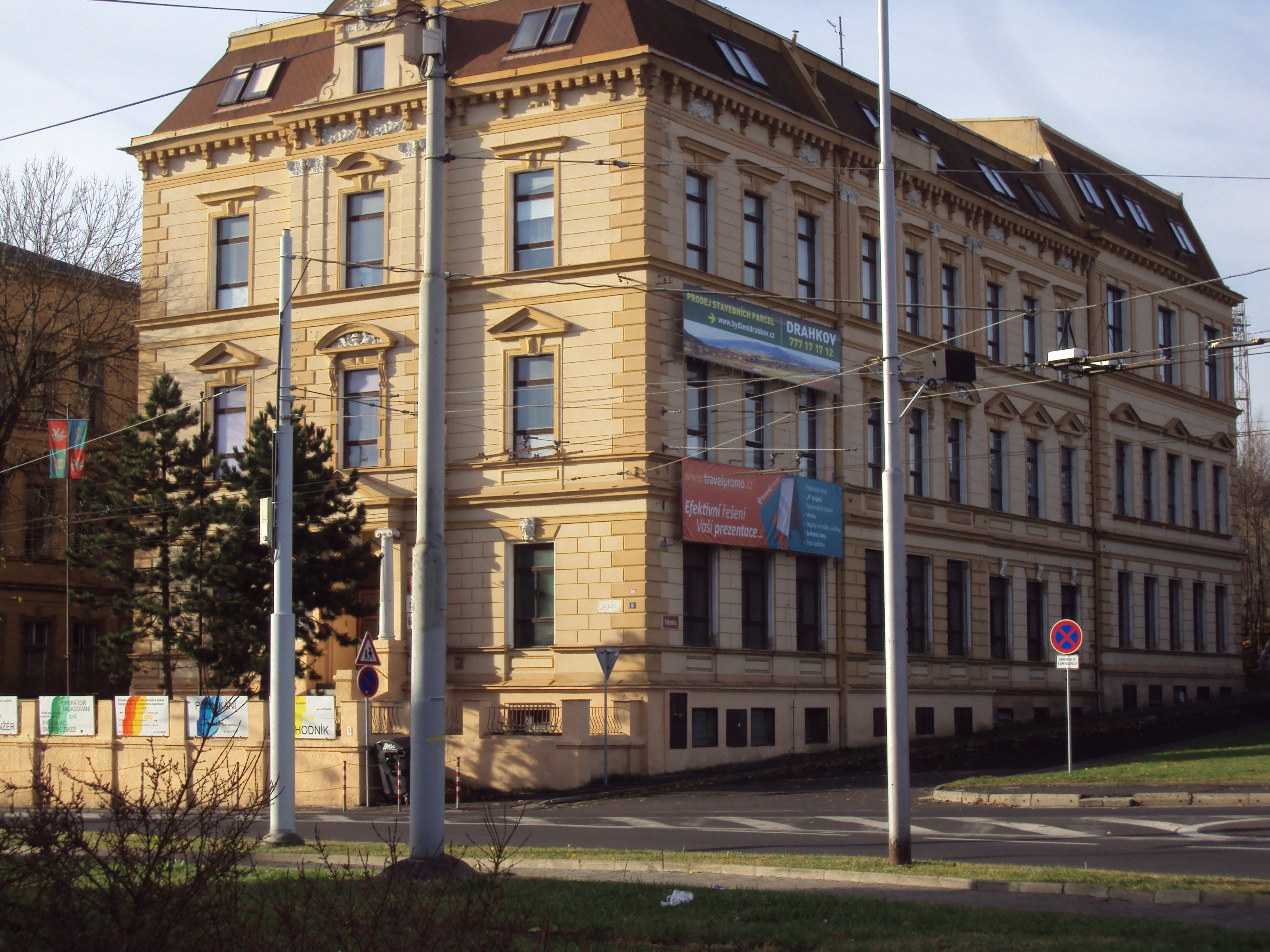
Schule in Teplice, Alejní